# أرتورو توسكانيني
أرتورو توسكانيني (بالإيطالية: Arturo Toscanini)‏ (و. 1867 – 1957 م) هو موسيقي، وموزع (موسيقى)، ومخرج موسيقي، وملحن، وسياسي من إيطاليا، ومملكة إيطاليا، ولد في بارما، يستخدم آلات كمان جهير، توفي في مانهاتن، عن عمر يناهز 90 عاماً، بسبب سكتة.

## مناصب
تولى منصب عضو مجلس الشيوخ مدى الحياة (5 ديسمبر 1949–7 ديسمبر 1949)
.

## التعليم
تعلم في Parma Conservatory ‏
.

## جوائز
حصل على جوائز منها:
- جائزة غرامي لإنجاز العمر (1987)
- Royal Philharmonic Society Gold Medal  [لغات أخرى]‏ (1937)

## وصلات خارجية
- أرتورو توسكانيني على موقع IMDb (الإنجليزية)
- أرتورو توسكانيني على موقع الموسوعة البريطانية (الإنجليزية)
- أرتورو توسكانيني على موقع مونزينجر (الألمانية)
- أرتورو توسكانيني على موقع ميوزك برينز (الإنجليزية)
- أرتورو توسكانيني على موقع إن إن دي بي (الإنجليزية)
- أرتورو توسكانيني على موقع أول ميوزيك (الإنجليزية)
- أرتورو توسكانيني على موقع ديسكوغز (الإنجليزية)
- أرتورو توسكانيني على موقع قاعدة بيانات الفيلم (الإنجليزية)
- أرتورو توسكانيني في قاعدة بيانات الأفلام على الإنترنت